# كويم
جواكيم مانويل سامبايو دا سيلفا (بالبرتغالية: Joaquim Manuel Sampaio Silva‏)، من مواليد 13 نوفمبر 1975 في فيلا نوفا دي فاماليكاو في البرتغال، لاعب كرة قدم برتغالي سابق.
بدأ مسيرته الكروية مع نادي براغا في عام 1993، ولعب معهم حتى عام 2004، وشارك معهم في 230 مباراة، وفي عام 2004 انتقل إلى نادي بنفيكا، وهو يلعب معهم حتى الآن.
بدأ باللعب مع منتخب البرتغال لكرة القدم في عام 1999، وهو يلعب معهم حتى الآن.

## مسيرته الكروية
لعب كويم خلال مسيرته الاحترافية مع 3 أندية في ثلاثة وعشرون موسمًا ولم يسجل خلالها أي هدف ضمن 561 مباراة. حيث فاز في موسم واحد بالكأس وفي موسمين بالدوري.
خاض كويم مسيرته مع نادي سبورتينغ براغا في موسم 1994–95 في المرة الأولى ليلعب معه عشرة مواسم ثم في موسم 2011–12 ولمدة موسمين، مشاركًا طوالها في 251 مباراة ولم يسجل أي هدف. ثم انتقل إلى نادي بنفيكا في موسم 2004–05 ليلعب معه ستة مواسم، حيث شارك في 131 مباراة ولم يسجل أي هدف أيضًا. لينتقل بعدها إلى نادي ديبورتيفو داس أيفيس في موسم 2013–14 ليلعب معه خمسة مواسم، مشاركًا في 179 مباراة ولم يسجل أي هدف أيضًا.

## روابط خارجية
- كويم على موقع الاتحاد الدولي (مؤرشف)  (الإنجليزية)
- كويم على موقع الاتحاد الأوربي (الإنجليزية)
- كويم على موقع قاعدة بيانات كرة القدم.إي يو (الإنجليزية)
- كويم على موقع ناشيونال فوتبول تيمز (الإنجليزية)
- كويم على موقع Soccerway.com (الإنجليزية)
- كويم على موقع عالم كرة القدم.نت (الإنجليزية)
- كويم على موقع كووورة
- كويم على موقع AS.com (الإسبانية)